# ん

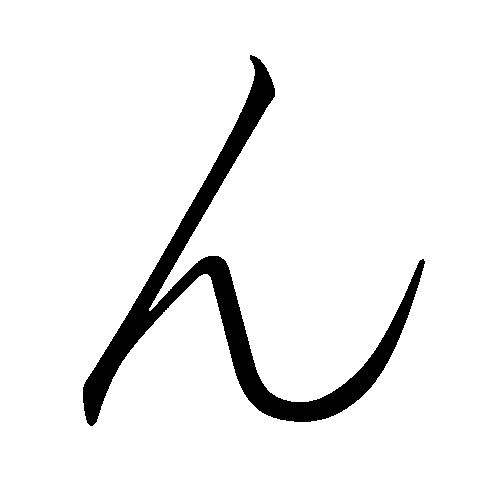
平假名ん

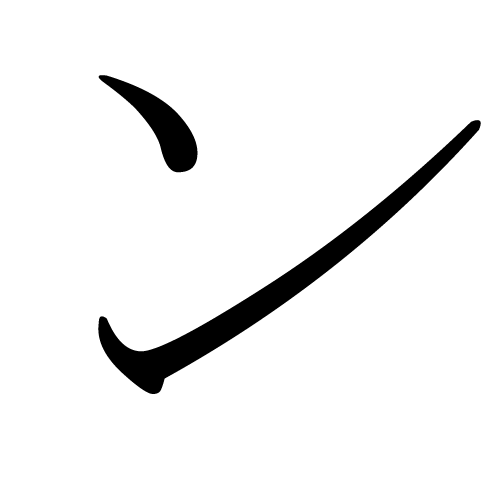
片假名ン

平假名ん和片假名ン是日语的假名之一，由一个音节组成。通常在日语五十音图中排第48个的位置。

## 筆画順序

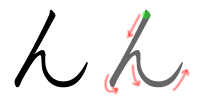
平假名ん的筆畫順序

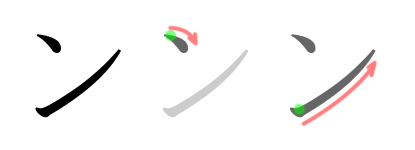
片假名ン的筆畫順序

## 關於ん和ン
| 現代日語發音   | 見下讀音                                 |
| 五十音顺序     | 第48位                                   |
| 伊吕波顺序     | 第48位，“す”之后                         |
| 平假名“ん”字源 | “”字的草书。字形像漢字「人」字。         |
| 片假名“ン”字源 | 「尓」字頭上的部件，字形像漢字「二」字。 |
| 日语罗马字     | 平文式罗马字：n 训令式罗马字：n          |
| 点字：         | \| —— －● ●● \|                          |
| 通话表         | “おしまいのン”                           |
| 摩尔斯电码     | ・－・－・                               |
| —— －● ●●      |                                          |

## 读音
- 在唇音（p、b、m行）前，读/m/。如[te̞mːado̞]
- 在舌冠音（z、t、d、n、r行）前，读/n/。如[anzɯᵝ]
- 在舌背音（k、g行）前，读/ŋ/。如[se̞ŋgo̞]
- 在a、s、h、y、w行前，舌頭與嘴唇不動作，單純將前面的母音拉長一音節並鼻化。如[kẽ̞:it͡ɕi]
- 後不接字時，读/ɴ/。如[ɲiho̞ɴ]